# La giungla degli orrori
(dal paragrafo 201)
La giungla degli orrori (titolo originale The Jungle of Horrors) è un librogame dello scrittore inglese Joe Dever, pubblicato nel 1987 a Londra dalla Arrow Books e tradotto in numerose lingue del mondo. È l'ottavo dei volumi pubblicati della saga Lupo Solitario. La prima edizione italiana, del 1988, fu a cura della Edizioni EL.

## Trama
Mentre la guerra civile tra i Signori delle Tenebre è terminata e mentre questi progettano un'offensiva contro le Terre Libere del Magnamund, continua il viaggio di Lupo Solitario alla ricerca delle sette Pietre della Sapienza di Nyxator.
Il terzo prezioso manufatto si trova nel Tempio di Ohrido, a sua volta situato nella tetra ed ostile Giungla del Danarg, nel Regno di Talestria.
Accompagnato dal prode cavaliere Vakeros Lord Paido, Lupo Solitario dovrà farsi largo nelle infide terre paludose della Giungla, affrontando le numerose creature mostruose che abitano questo luogo malvagio e contaminato. Alla fine del difficile percorso l'ultimo dei Ramas riuscirà finalmente a recuperare l'ambita Pietra della Sapienza ma perderà il fido Paido, rapito da un Kraan, non prima di avere scoperto l'identità di colui che diventerà il suo mortale nemico: il vincitore della guerra civile di Helgedad, il nuovo Arcisignore delle Tenebre, Gnaag. Comincerà con l'invasione della Talestria da parte di uno stato alleato di Gnaag , Ogia, la Guerra Totale del Nord Magnamund.

## Edizioni
- Joe Dever, La giungla degli orrori, traduzione di Alessandra Dugan, collana Librogame, Edizioni EL, 1988,  cap. 350, ISBN 88-7068-139-4.